# Giuseppe Natale Vegezzi
Giuseppe Natale Vegezzi (Nerviano, 30 de janeiro de 1960) é um clérigo católico romano italiano e nomeado bispo auxiliar em Milão.

## Vida
Giuseppe Natale Vegezzi estudou no Seminário de ambrosians e recebeu em 9 de junho de 1984, o sacramento do sacerdócio para a Arquidiocese de Milão.
Após a ordenação, ele trabalhou em várias paróquias no cuidado pastoral, mais recentemente de 2012 a 2018 como pastor da paróquia de San Vittorio, em Rho. Desde 2018, foi bispo vigário da zona de cuidado pastoral II da Arquidiocese de Milão, com sede em Varese. Ele também trabalhou no treinamento sacerdotal e foi responsável pelo clero que abandonou seus deveres.
O Papa Francisco o nomeou Bispo Titular de Turres Concordiae e Bispo Auxiliar em Milão em 30 de abril de 2020.